# Palazzo Tocco di Montemiletto alla Cesarea

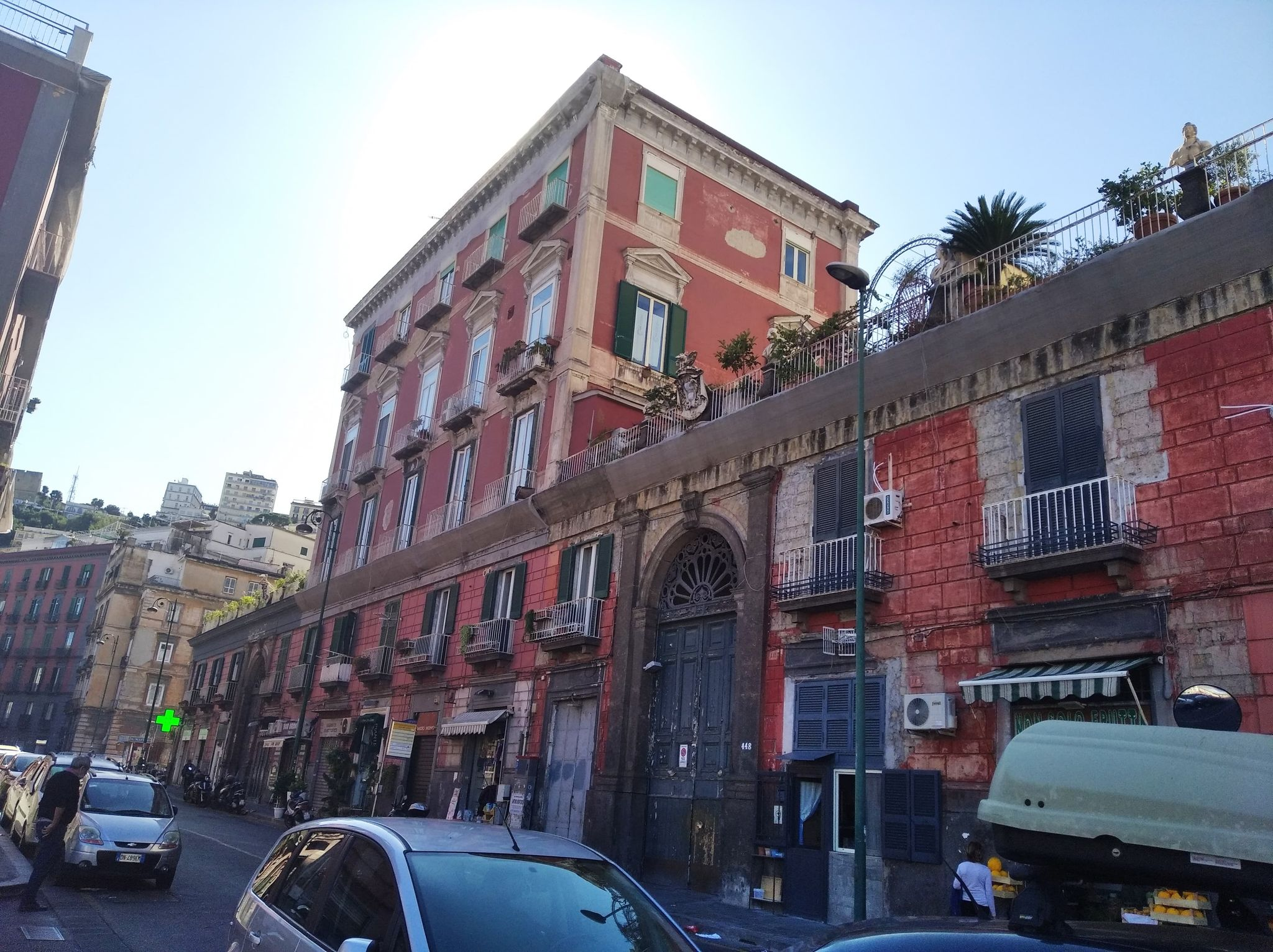
Palazzo Tocco di Montemiletto alla Cesarea in Neapel

Der Palazzo Tocco di Montemiletto alla Cesarea ist ein Palast aus dem 17. Jahrhundert im Viertel Chiaia in Neapel in der italienischen Region Kampanien. Er liegt am Corso Vittorio Emanuele, 440–448.

## Geschichte
Das Gebäude erscheint bereits als Landhaus mit Garten in der von Alessandro Pianta 1629 angefertigten Karte. 1654 kaufte es Carlo Tocco, Prinz von Montemiletto, (1592–1674). In der Karte des Duca di Noja von 1775 zeigt sich der Grundriss des Gebäudes erweitert, aber nicht entscheidend anders als in der Pianta-Karte. Ab 1852 wurde der heutige Corso Vittorio Emanuele trassiert, der einigen der wohlhabendsten Familien der Stadt die Möglichkeit eröffnete, in Immobilien zu investieren. Der damalige Eigentümer des Gebäudes, Francesco Tocco Cantelmo Stuart, nutzte die Gelegenheit und ließ die 200 Jahre alte Familienvilla in einen großen Gebäudekomplex umbauen. Der große Garten, der an den Komplex der Basilika Santa Maria della Pazienza anschloss, wurde zum Bau einer Reihe von Baukörpern zerstückelt, die miteinander durch Tunnel, Unterführungen und Terrassen verbunden waren. Ebenso wurde die Fassade zum neuen Corso Vittorio Emanuele so umgestaltet, wie sie sich heute zeigt.

## Beschreibung
Die Fassade zum Corso Vittorio Emanuele zeigt sich als Vorhang der Stadt, zusammengesetzt aus einem Mittelbau mit drei Stockwerken und zwei niedrigeren Seitenflügeln, gekennzeichnet durch die beiden Zugangsportale im selben Stil mit Terrassen darüber, die mit dem Wappen und den Büsten der Familie dekoriert sind. Das linke Portal (Hausnr. 440) führt zur Repräsentationstreppe rechts des Vestibüls, an deren Fuß sich eine Marmorstatue befindet, die Niccolò Piccinni zeigt. Trotz der vielen Umbauten und der Aufteilung in viele Wohnungen sind die Kapelle und Teile des Gartens erhalten geblieben. Letzterer wurde in die verschiedenen Anbauten integriert, die bei den großen Umbauten im 19. Jahrhundert entstanden.

## Bemerkenswertes
Die Familie Tocco hatte vor mehreren hundert Jahren die heilige Reliquie des Fußes der Heiligen Anna geerbt, den sie in der Kapelle des Palastes ausstellte. Der Palast war deshalb der Mittelpunkt eines großen Festes, das eine Woche dauerte und Menschen aus allen Stadtteilen anzog. Der Brauch ging in der zweiten Hälfte des 19. Jahrhunderts verloren und die Reliquie wurde in den Dom, in die Familienkapelle der Capece-Galeota gebracht. Letztere war im 19. Jahrhundert durch in den Besitz der Familie Tocco gelangt.

## Galeriebilder

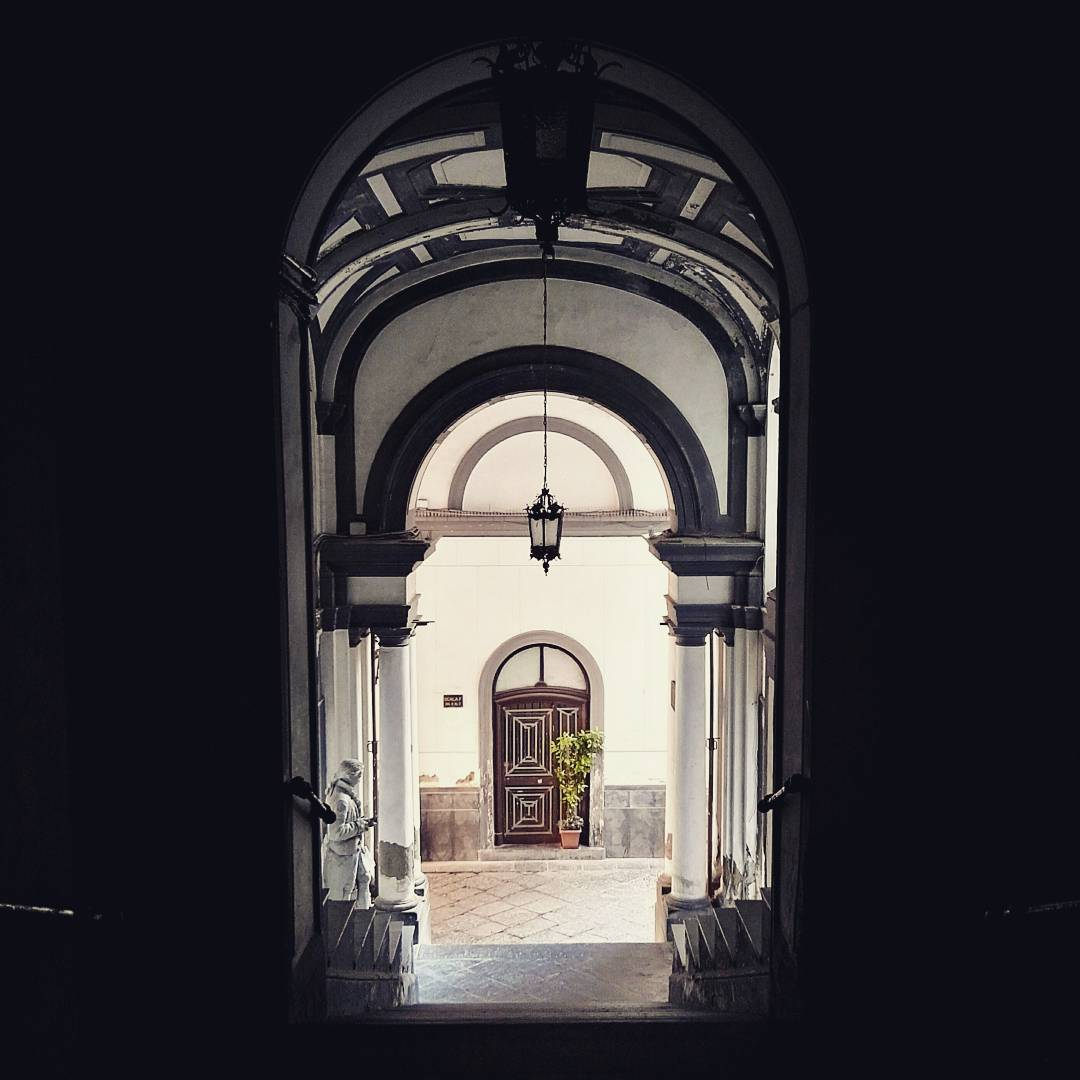
Repräsentationstreppe, an deren Fuß eine Statue steht, die Niccolò Piccinni zeigt
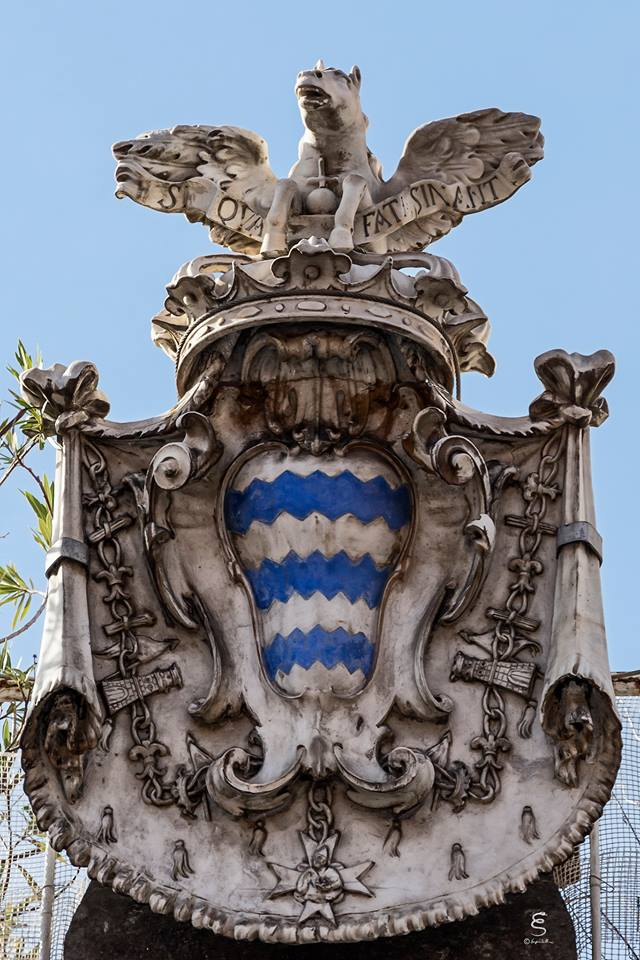
Wappen der Toccos, Prinzen von Montemiletto